# Église Saint-Genest de Pieusse
Pour les articles homonymes, voir Église Saint-Genest.
L'église Saint-Genest de Pieusse est une église située à Pieusse, en France.

## Localisation
L'église est située sur la commune de Pieusse, dans le département français de l'Aude.

## Historique
L'édifice est inscrit au titre des monuments historiques en 2003.